# عادل هلال
عادل هلال ممثل مصري.

## عن حياته
ظهر في التسعينيات في العديد من الأفلام ثم إتجه إلى العمل في مسلسلات التليفزيون في الألفية الجديدة. كان بطلا في الملاكمة والمصارعة وكمال الأجسام وساعده ذلك على أداء دور البوديجارد ودور رجل العصابة.

## من أعماله

### المسلسلات
- ابن موت
- الهروب
- ماما في القسم
- بنات عمري
- الملك فاروق
- أهل الرحمة
- اشرار وطيبين

### السينما
- نشاطركم الأفراح
- لست قاتلا
- الإرهاب
- المولد
- كتيبة الإعدام
- بخيت وعديلة

## روابط خارجية
- عادل هلال على موقع الدهليز
- عادل هلال على موقع قاعدة بيانات الأفلام العربية